# Космос 21
Космос 21 (също Венера 3МV-1 № 1) е съветски опит за изстрелване на сонда към Венера, която да кацне на повърхността и на 11 ноември 1963 г. Поради проблем с последната степен на ракетата-носител сондата остава на ниска околоземна орбита като изкуствен спътник.

## Полет
Стартът е успешно осъществен на 16 ноември 1963 г. от космодрума Байконур в Казахска ССР с ракета-носител „Молния“. Първите три степени работят нормално и апарата е изведен до разчетната орбита.
Четвъртата степен е трябвало да се задейства след около една обиколка около Земята и да насочи сондата към Венера. Поради проблем със стабилизацията на ускоряващия блок „Л“ ускоряващият импулс е подаден в неправилна посока и апаратът остава в орбита с перигей 195 км и апогей 229 км. След 5 дни полет около Земята (на 16 ноември), корабът изгаря в плътните слоеве на земната атмосфера.